# Ankazoabo
Ankazoabo är en ort i Madagaskar.   Den ligger i regionen Atsimo-Andrefana, i den sydvästra delen av landet, 500 km sydväst om huvudstaden Antananarivo. Ankazoabo ligger 398 meter över havet och antalet invånare är 25 961.
Terrängen runt Ankazoabo är platt. Runt Ankazoabo är det glesbefolkat, med 13 invånare per kvadratkilometer. Det finns inga andra samhällen i närheten. Omgivningarna runt Ankazoabo är huvudsakligen savann.